# Arcos de Valdevez
Pour les articles homonymes, voir Arcos.
Arcos de Valdevez est une municipalité (en portugais : concelho ou município) du Portugal, située dans le district de Viana do Castelo et la région Nord. Elle est traversée par la rivière Vez.

## Géographie

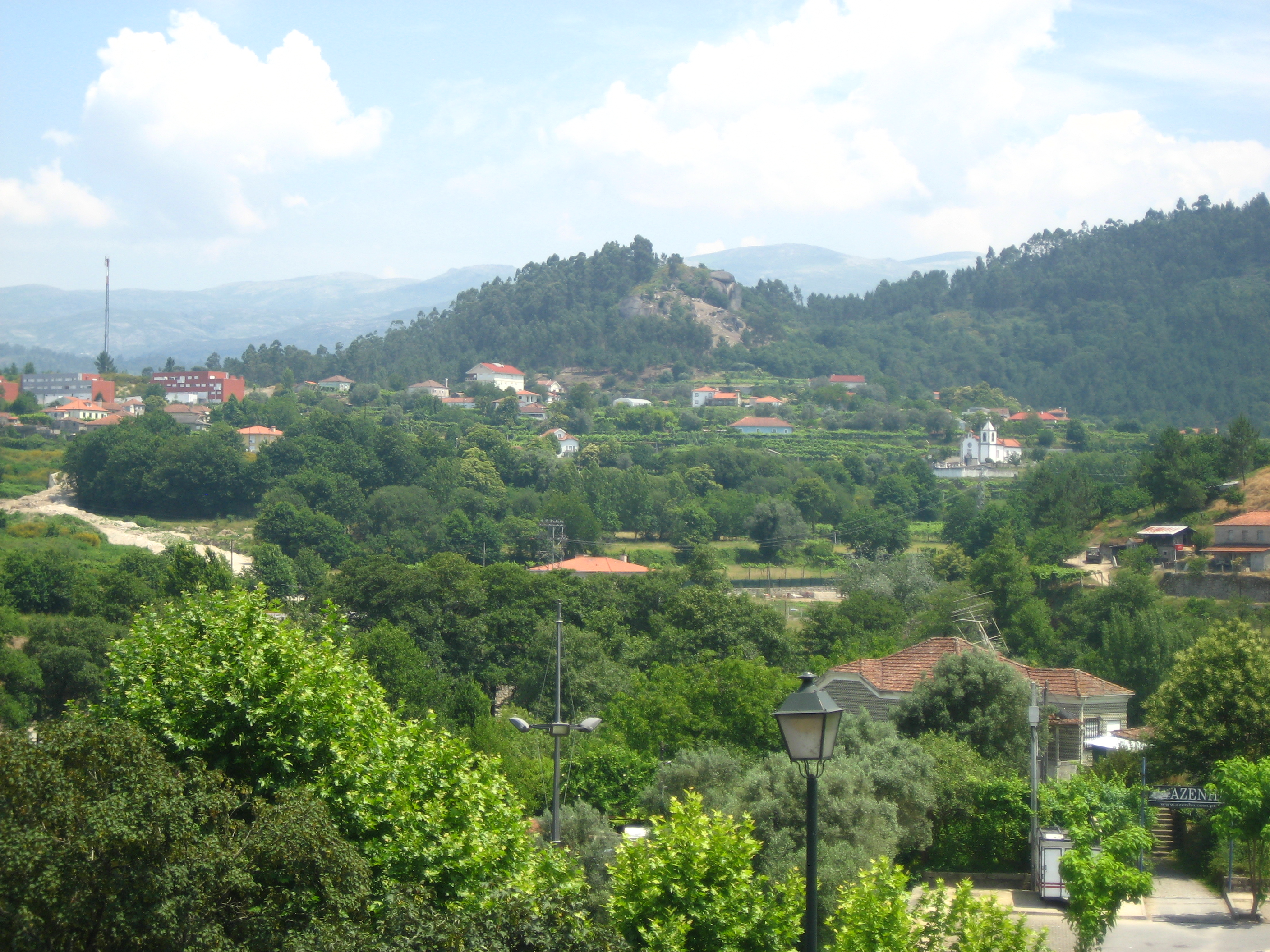
Vue d'Arcos de Valdevez

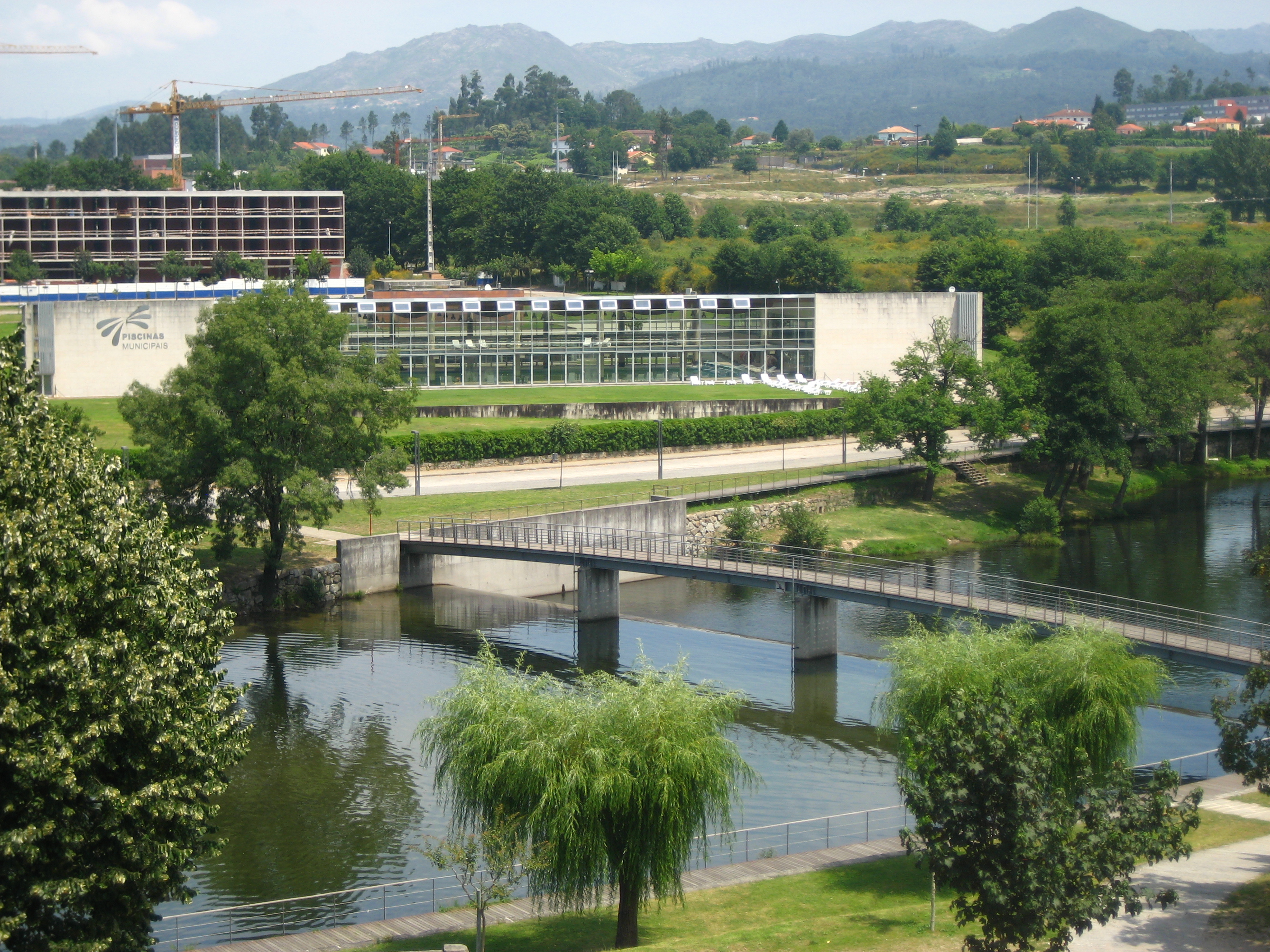
Le rio Vez et la piscine municipale

### Situation
La municipalité d'Arcos de Valdevez se situe à l'extrême nord du Portugal. La limite orientale de son territoire marque la frontière avec Espagne

### Communes limitrophes
|                  | Monção            | Melgaço        |
| Paredes de Coura | Arcos de Valdevez | Espagne (Pays) |
| Ponte de Lima    | Ponte da Barca    |                |

### Hydrographie
La ville est traversée du nord au sud par le rio Vez. Son affluent, le rio Frio, s'y déverse au nord de la ville.

## Histoire
Arcos de Valdevez fut le lieu d'un affrontement qui opposa en 1140 les Léonais et Afonso Henriques et qui vit la victoire des Portugais. Ce fut sans doute un premier pas vers le Traité de Zamora et l'indépendance du Portugal en 1143.
Durant la période médiévale, on a plusieurs fois réorganisé des tournois, mais sans enjeu politique, comme celui de 1140 qui remplaçait une bataille traditionnelle.
Sculptures commémorant la bataille d’Arcos de Valdevez :

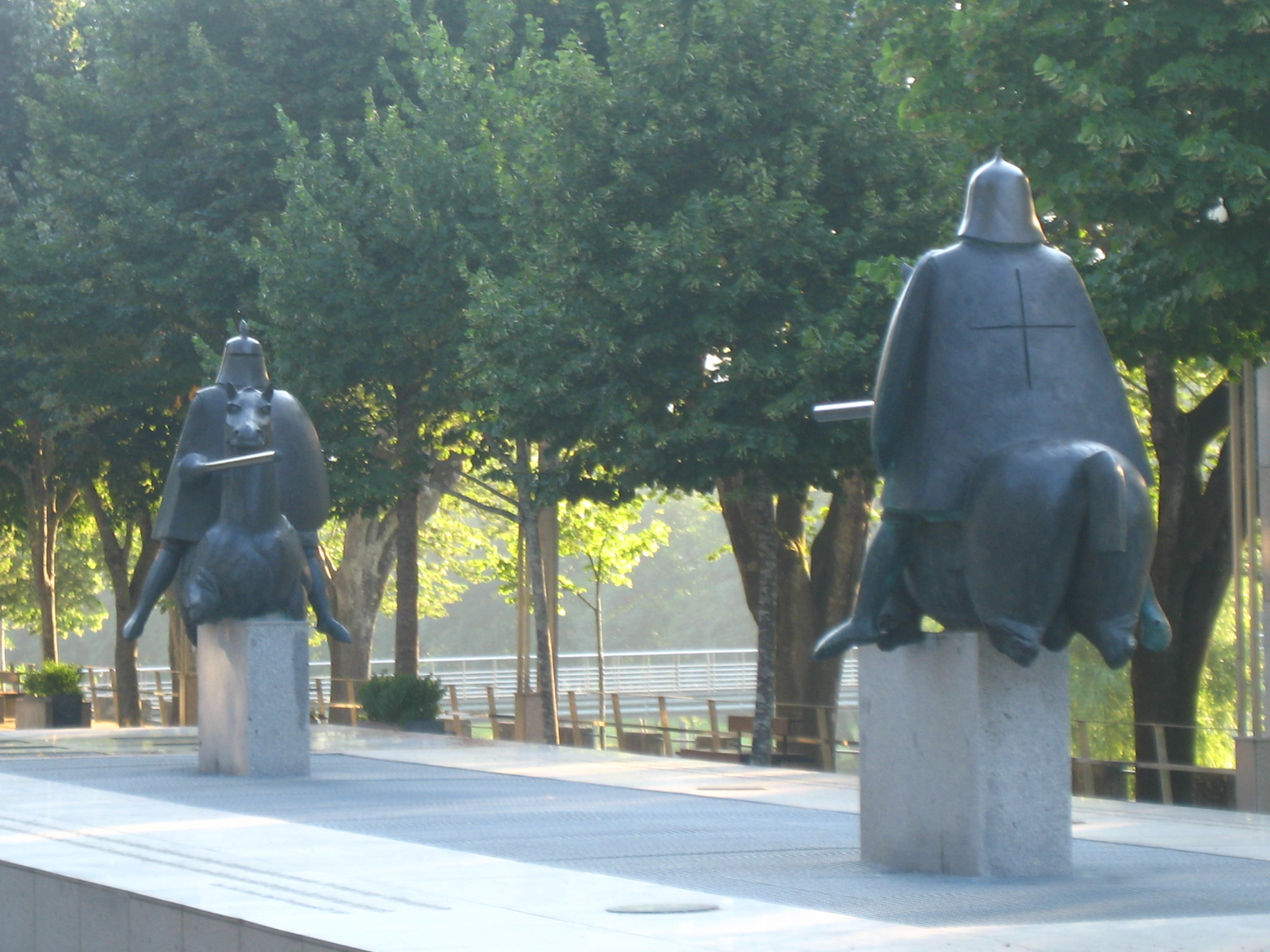
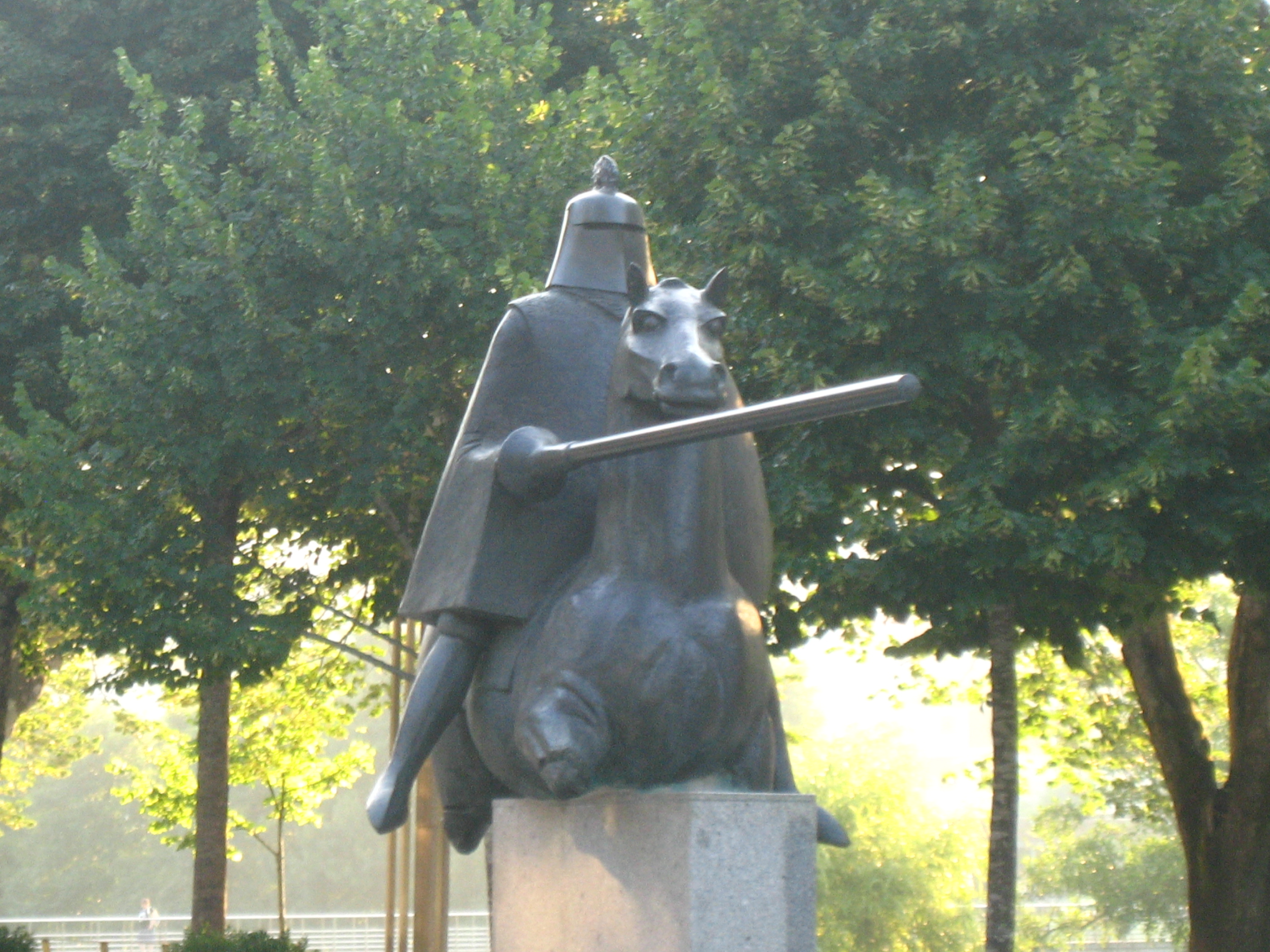
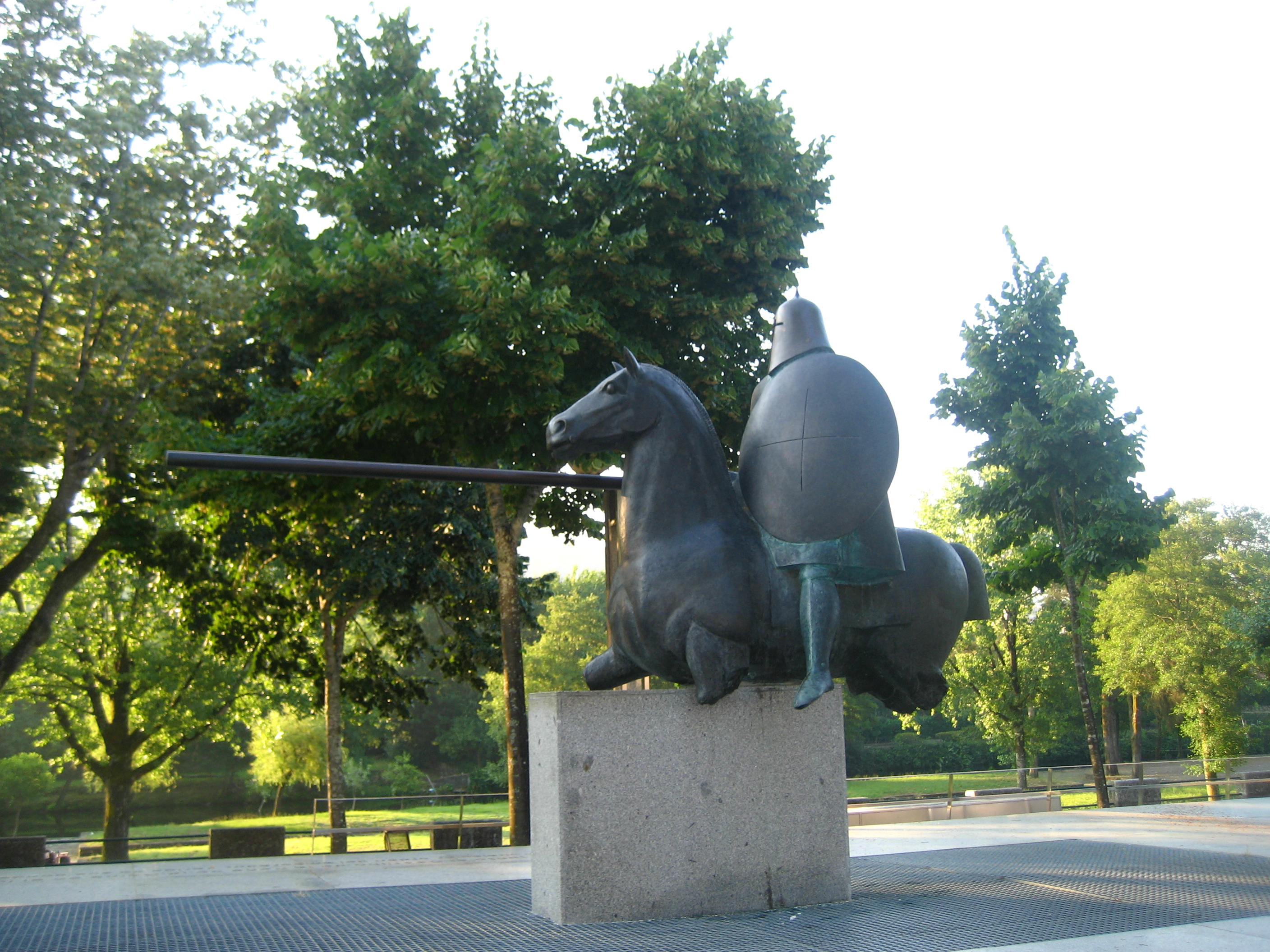

## Démographie
| 1801   | 1849   | 1900   | 1930   | 1960   | 1981   | 1991   | 2001   | 2004   |
| ------ | ------ | ------ | ------ | ------ | ------ | ------ | ------ | ------ |
| 21 435 | 25 824 | 31 968 | 32 163 | 38 739 | 31 156 | 26 976 | 24 761 | 24 635 |

| 2011   | - | - | - | - | - | - | - | - |
| ------ | - | - | - | - | - | - | - | - |
| 22 847 | - | - | - | - | - | - | - | - |

## Administration et politique

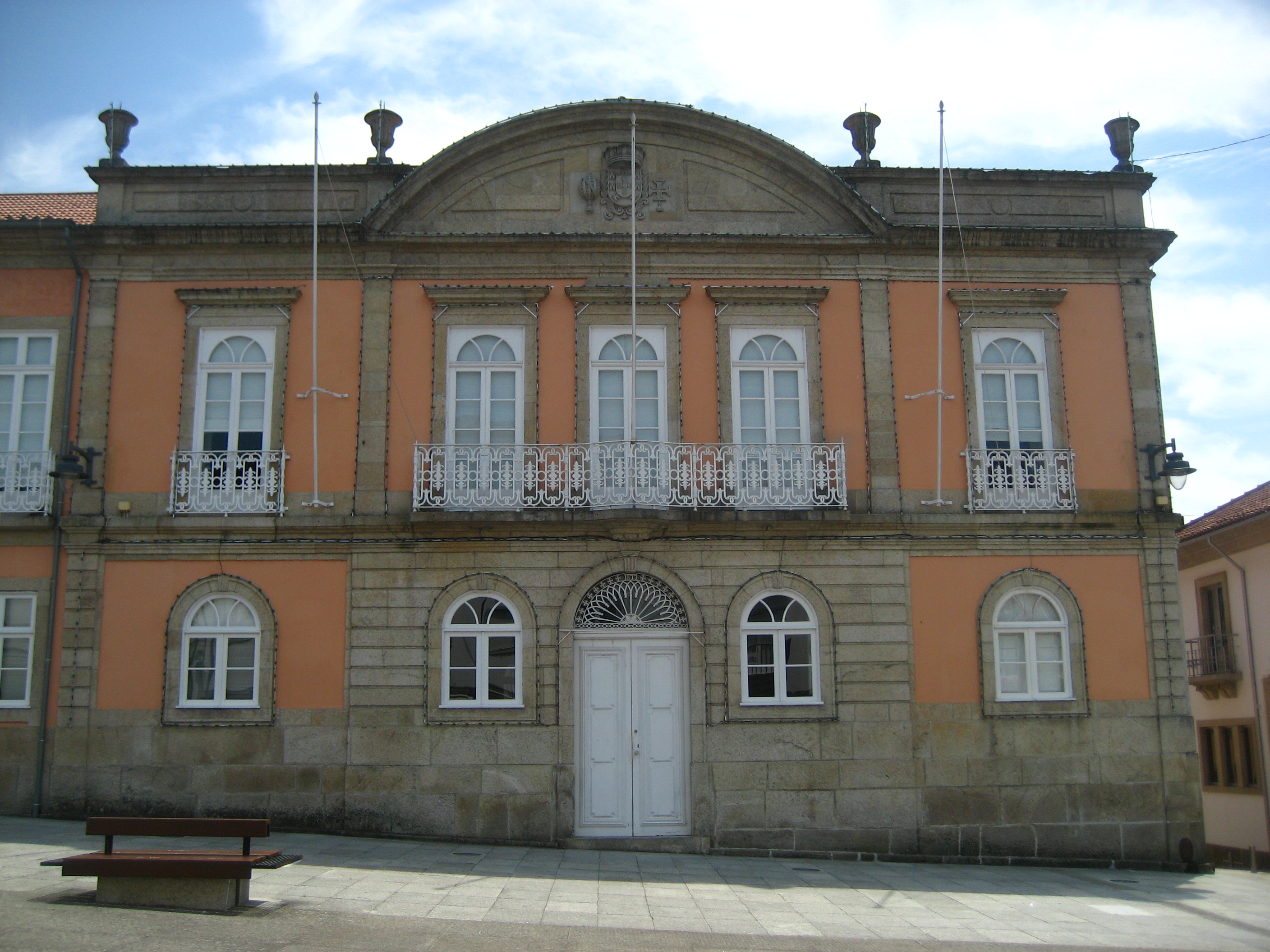
Mairie d'Arcos de Valdevez

### Subdivisions
La municipalité d'Arcos de Valdevez groupe 51 paroisses (freguesia, en portugais) :

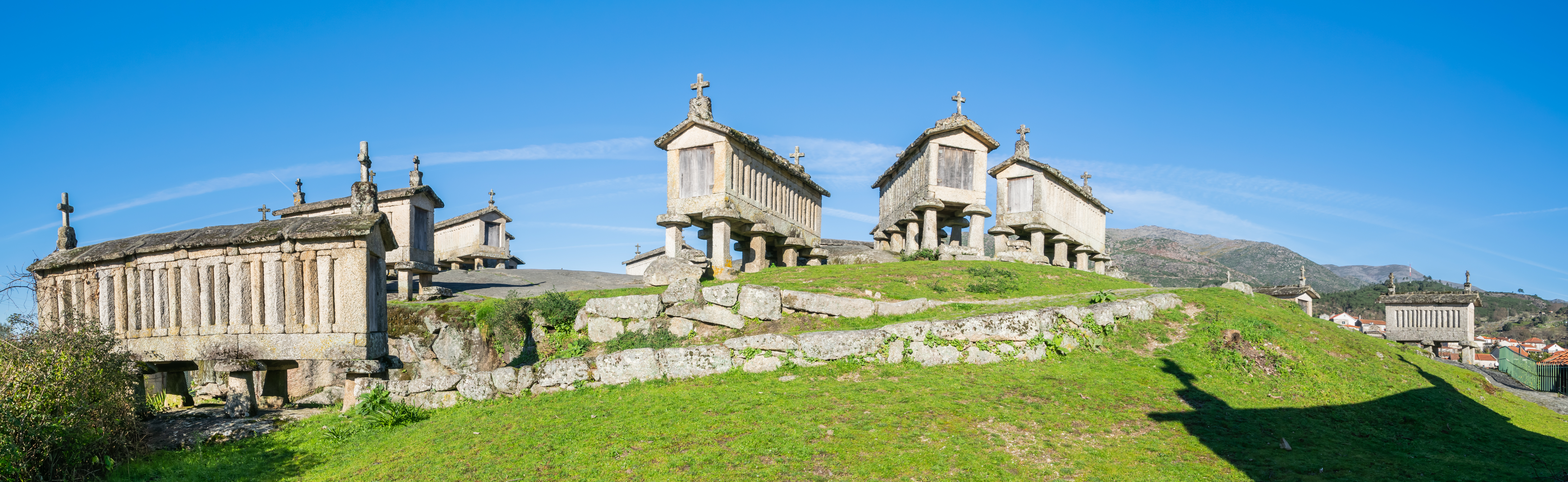
Greniers à grain à Soajo, Arcos de Valdevez. Février 2020.

- Aboim das Choças
- Aguiã
- Álvora
- Ázere
- Cabana Maior
- Cabreiro
- Carralcova
- Cendufe
- Couto
- Eiras
- Ermelo
- Extremo
- Gavieira
- Giela
- Gondoriz
- Grade
- Guilhadeses
- Loureda
- Madalena de Jolda
- Mei
- Miranda
- Monte Redondo
- Oliveira
- Paçô
- Padroso
- Parada
- Portela
- Prozelo
- Rio Cabrão
- Rio de Moinhos
- Rio Frio
- Sá
- Sabadim
- Salvador
- Salvador de Padreiro
- Santa Cristina de Padreiro
- Santa Maria de Távora
- Santar
- São Cosme e São Damião
- São Jorge
- São Paio
- São Paio de Jolda
- São Vicente de Távora
- Senharei
- Sistelo
- Soajo
- Souto
- Tabaçô
- Vale
- Vila Fonche
- Vilela

### Services publics

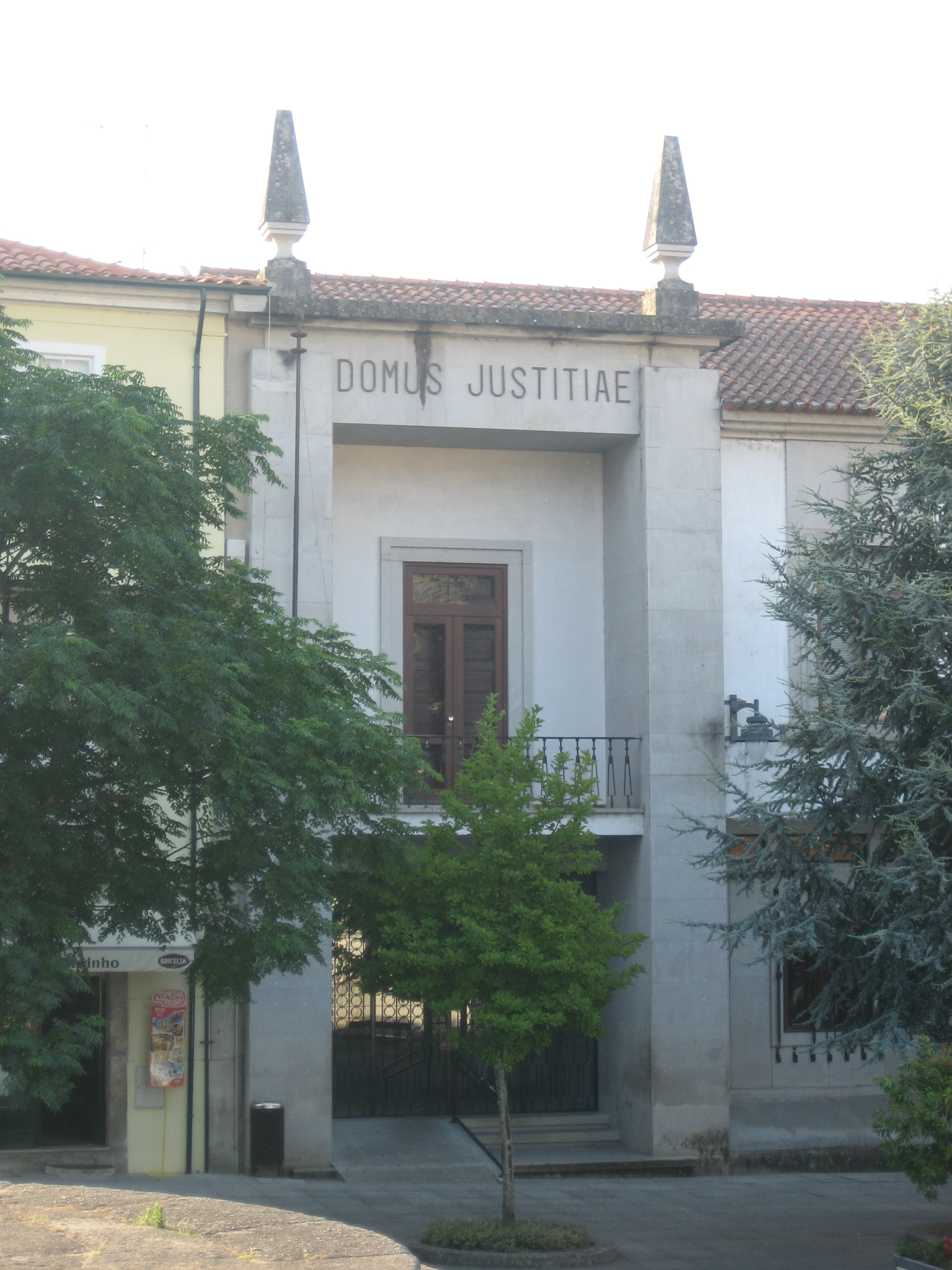
Tribunal d'Arcos de Valdevez

La ville possède un tribunal.

### Sécurité
La ville possède une caserne de pompiers.

### Jumelages
- Vernon (France) ;
- Dammarie-les-Lys (France) ;
- Décines-Charpieu (France) depuis le 9 juin 2018 ;
- Antony (France).

## Vie quotidienne à Arcos de Valdevez

### Culture

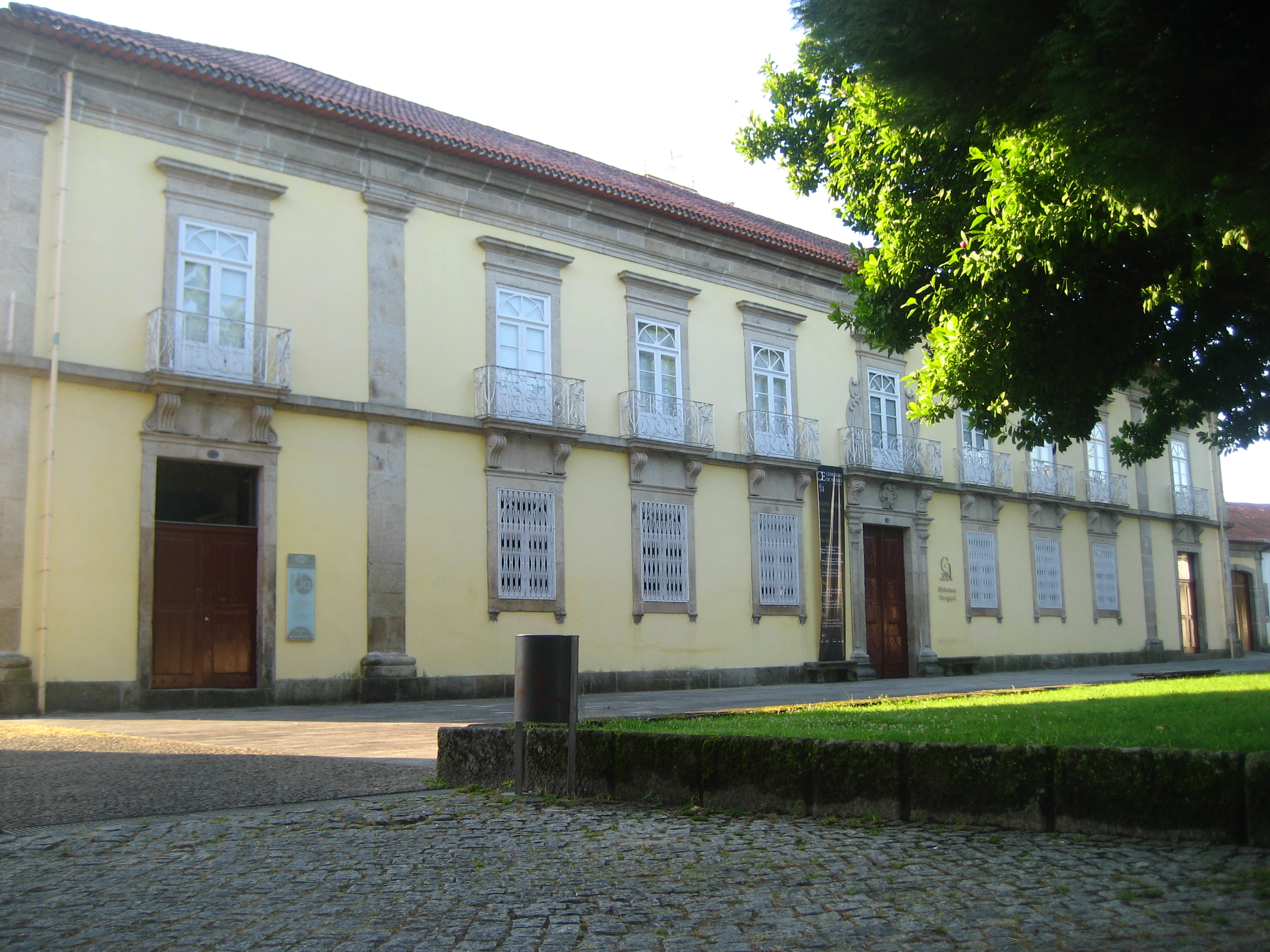
Bibliothèque d'Arcos de Valdevez

Culturellement la ville est très active. Les fêtes de villages sont nombreuses. Ces fêtes sont à la fois des bals, des fêtes religieuses (avec messes et processions) et des fêtes culturelles (avec les groupes de danse folklorique « rancho »).
La ville a une grande activité nocturne. Il y a beaucoup de bars, cafés et autres restaurants et une discothèque Azenha Bar.

### Sport
Les clubs de sports sont divers et variés.
Un clubs de football évoluant en régional o Atletico dos Arcos anciennement CA Valdevez et un club de rugby o Clube de Rugby de Arcos de Valdevez évoluant dans l'élite.
La ville possède une piscine municipale ouverte et une couverte.

### Lieux de cultes
La ville comporte de nombreuses églises, dont :
- Igrega do Espirito Santo.
- Igrega da Lapa.
- Igrega da Misericordia.
- Igrega de S. Paio.
- Igrega Matriz.

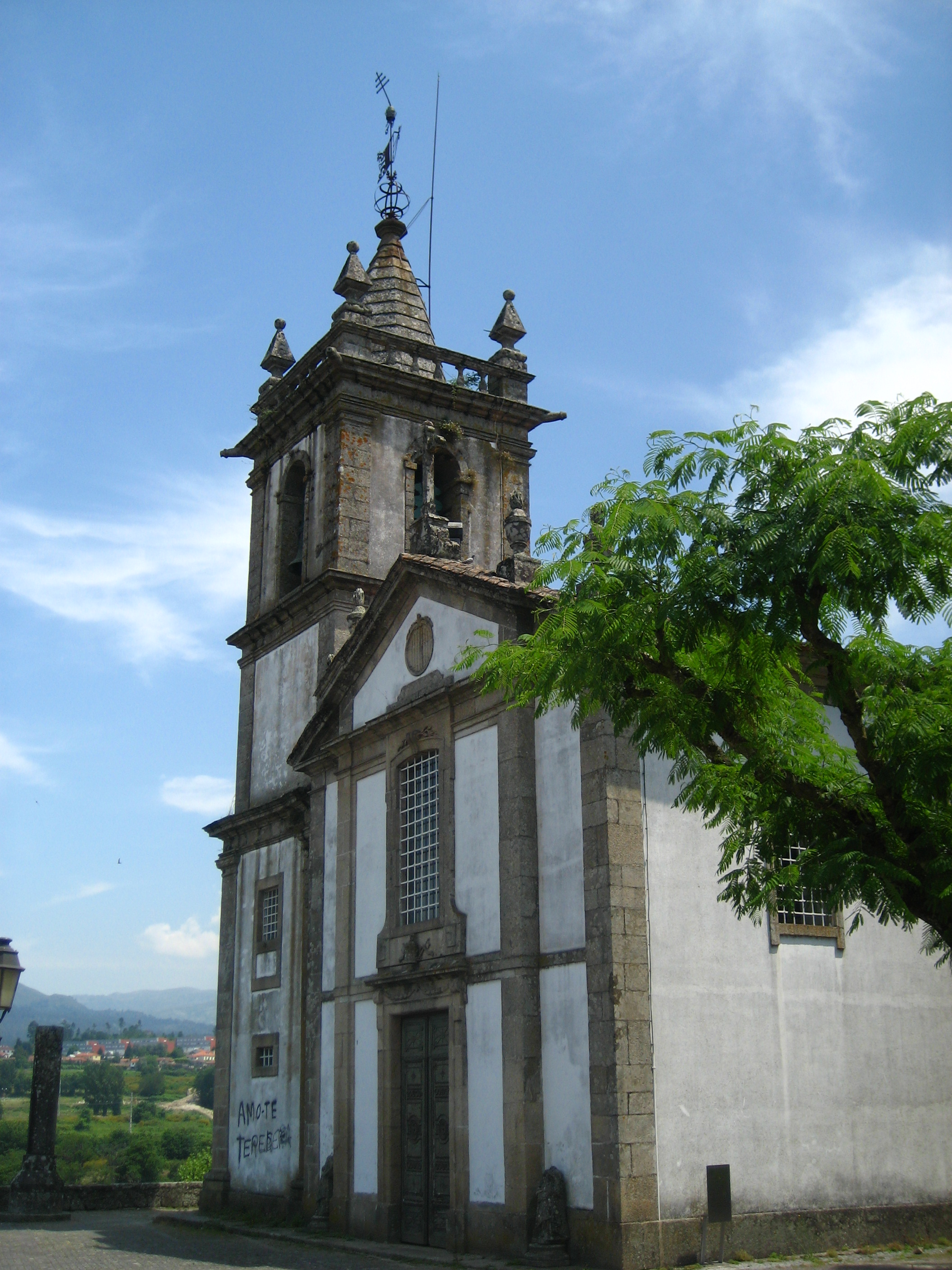
Igrega do Espirito Santo
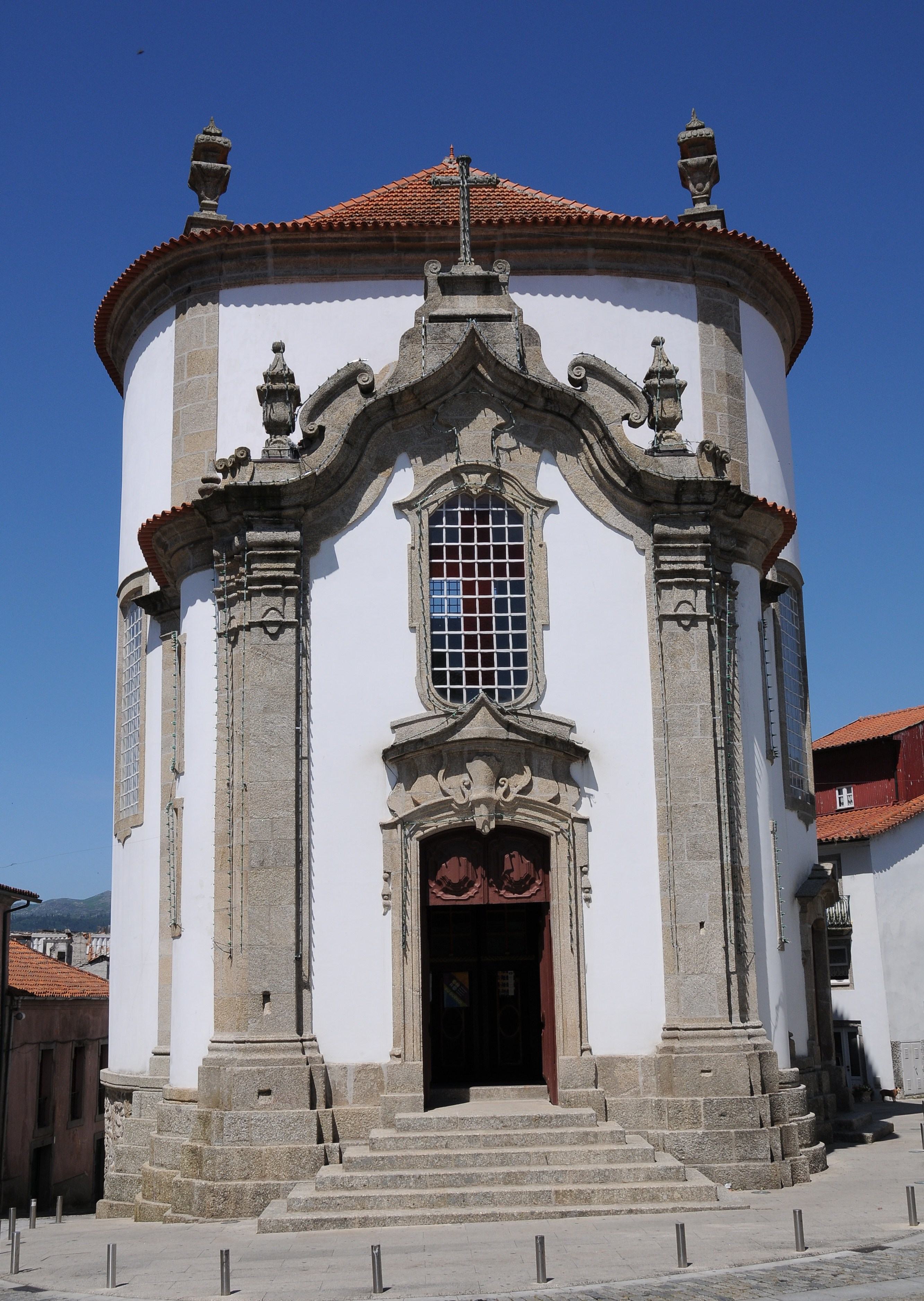
Igrega da Lapa
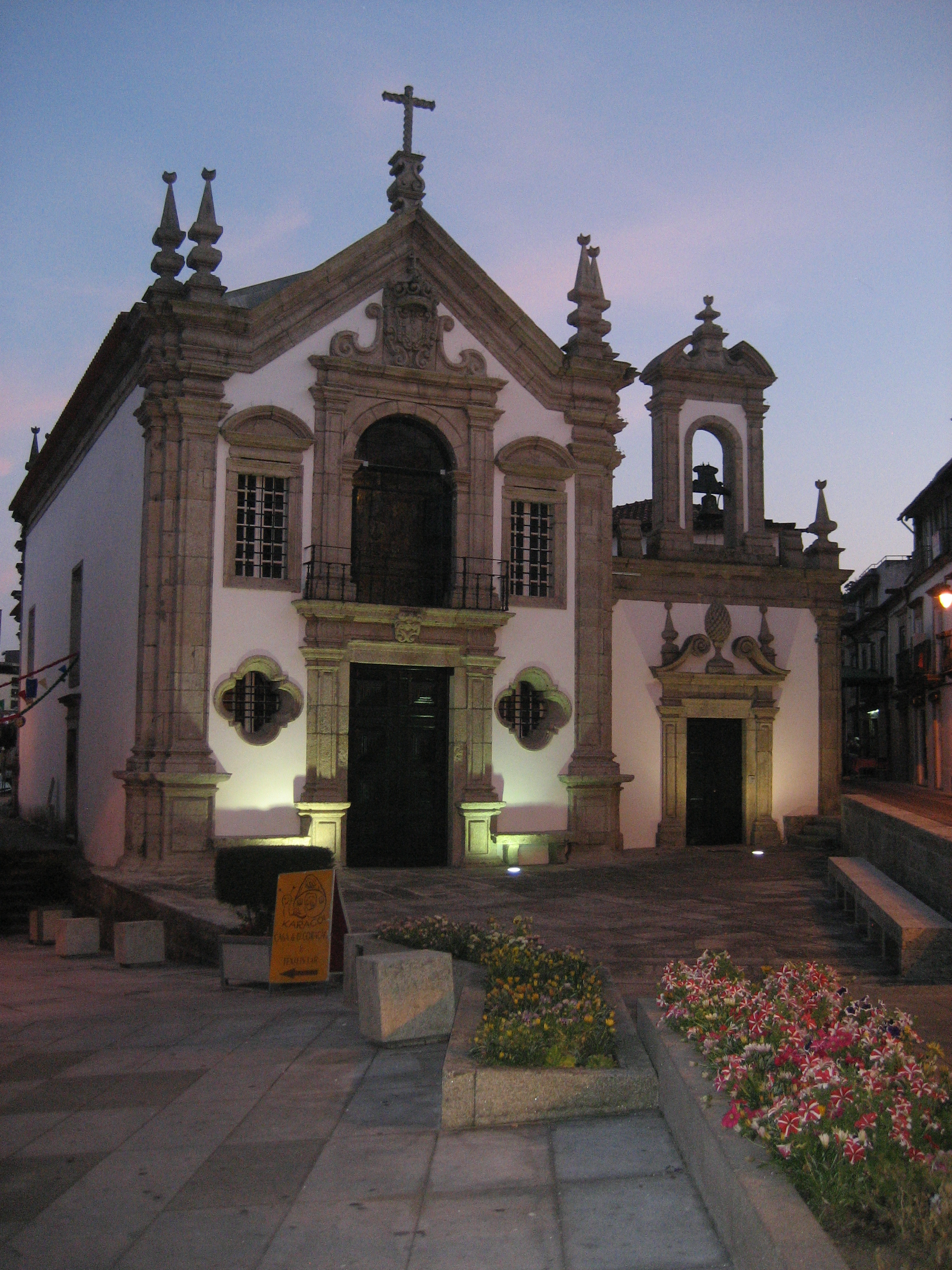
Igrega da Misericordia
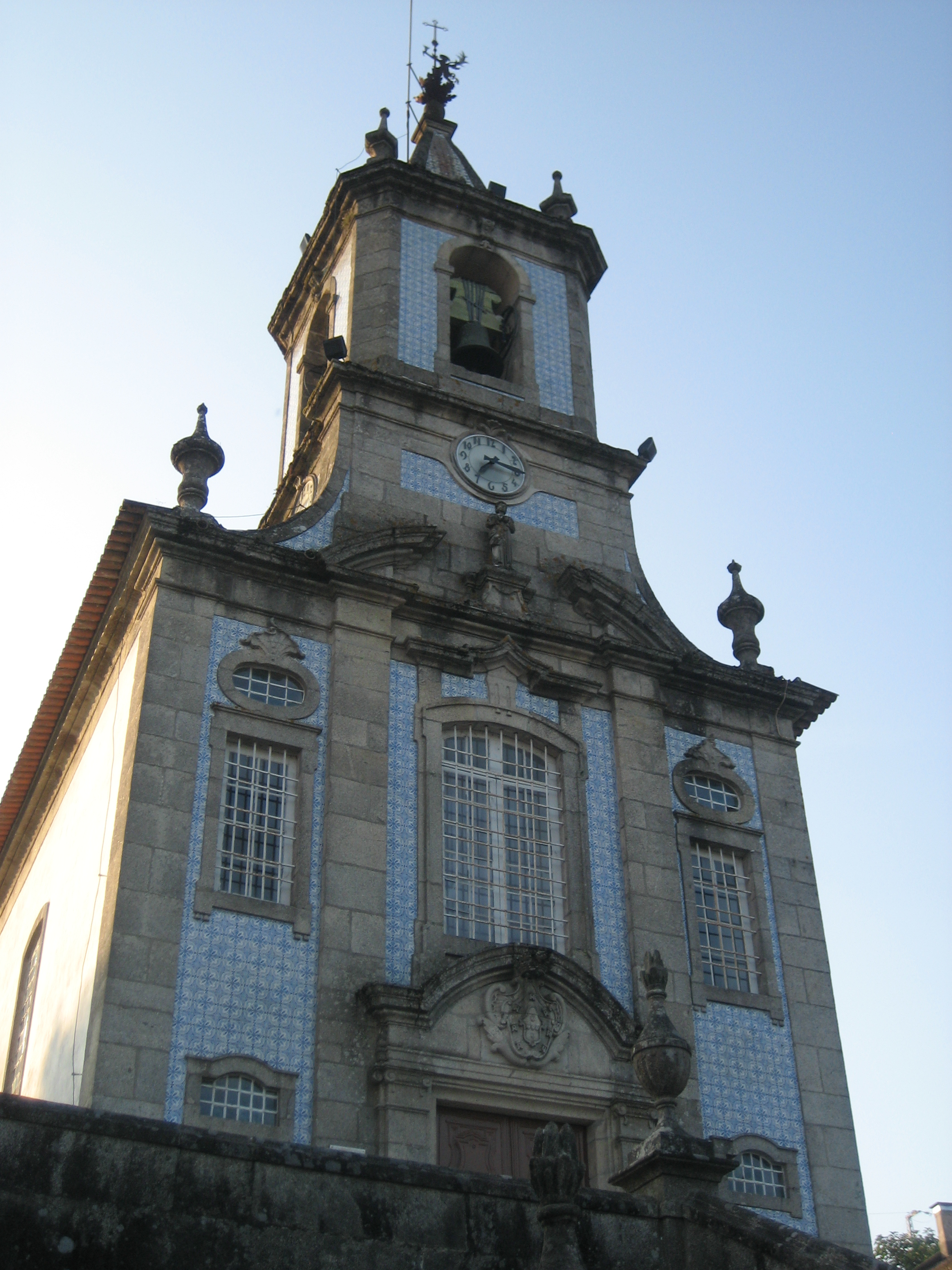
Igrega São Paio
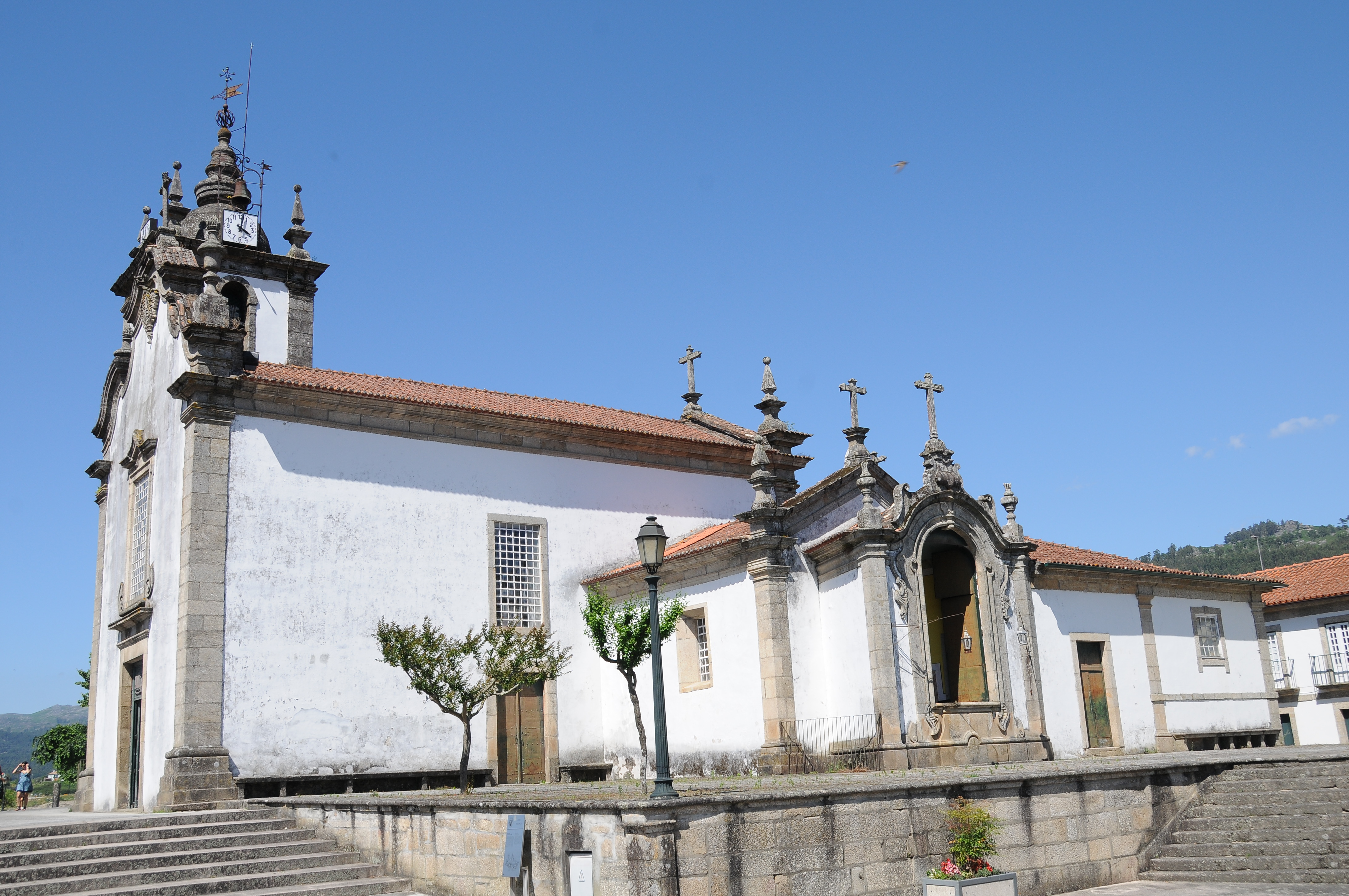
Igrega Matriz de Arcos de Valdevez

## Patrimoine architectural
La ville comporte plusieurs monuments (surtout ecclésiastiques) mais aussi militaires avec « o castelo de giela », une ancienne réserve militaire aujourd'hui restaurée[réf. nécessaire].
Le sanctuaire de Nossa Senhora da Peneda (Notre Dame du Rocher) situé en plein parc naturel de Peneda-Gerês (le plus grand du pays).

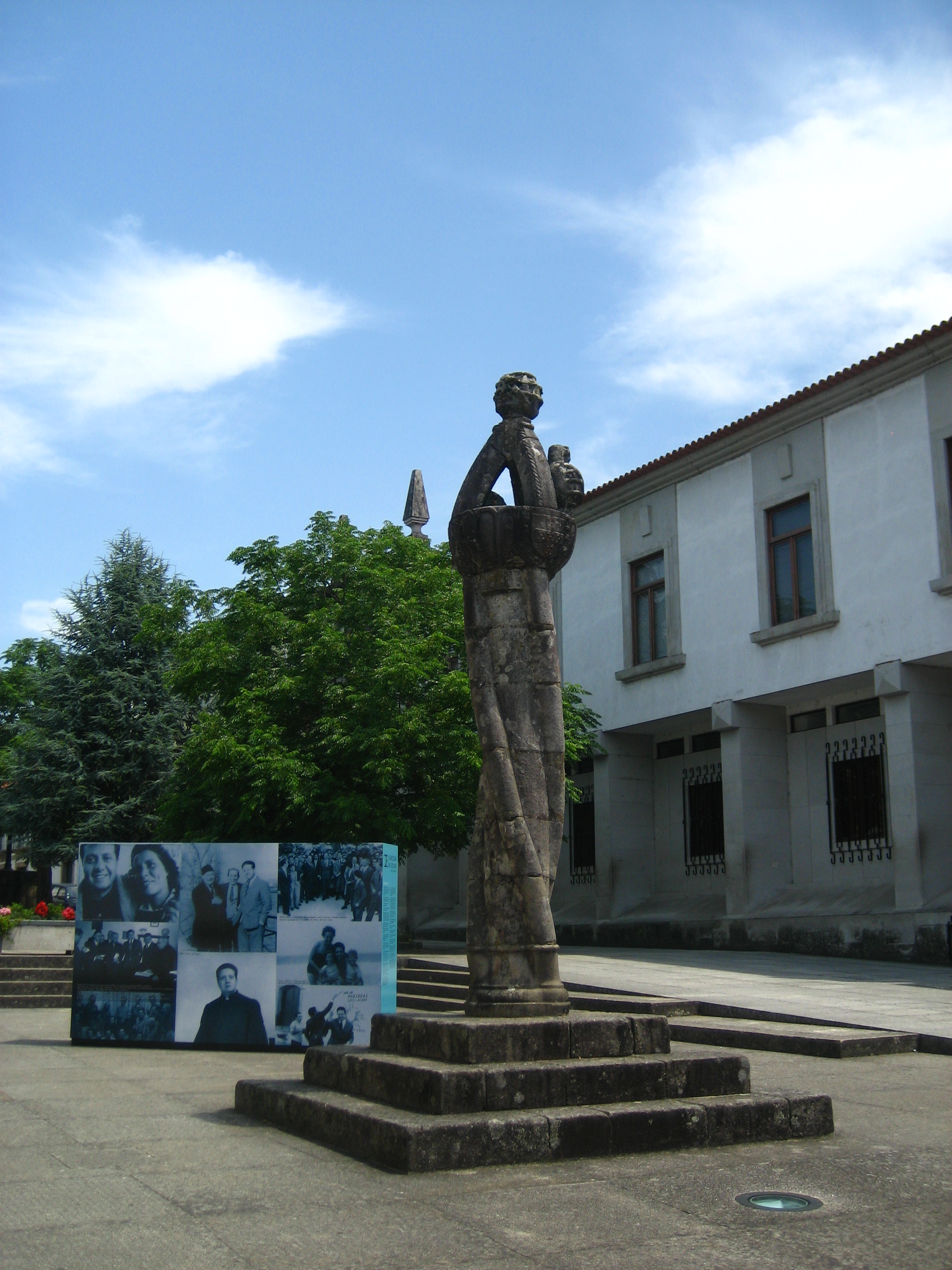
Statue Pelourinho sur la place de la mairie
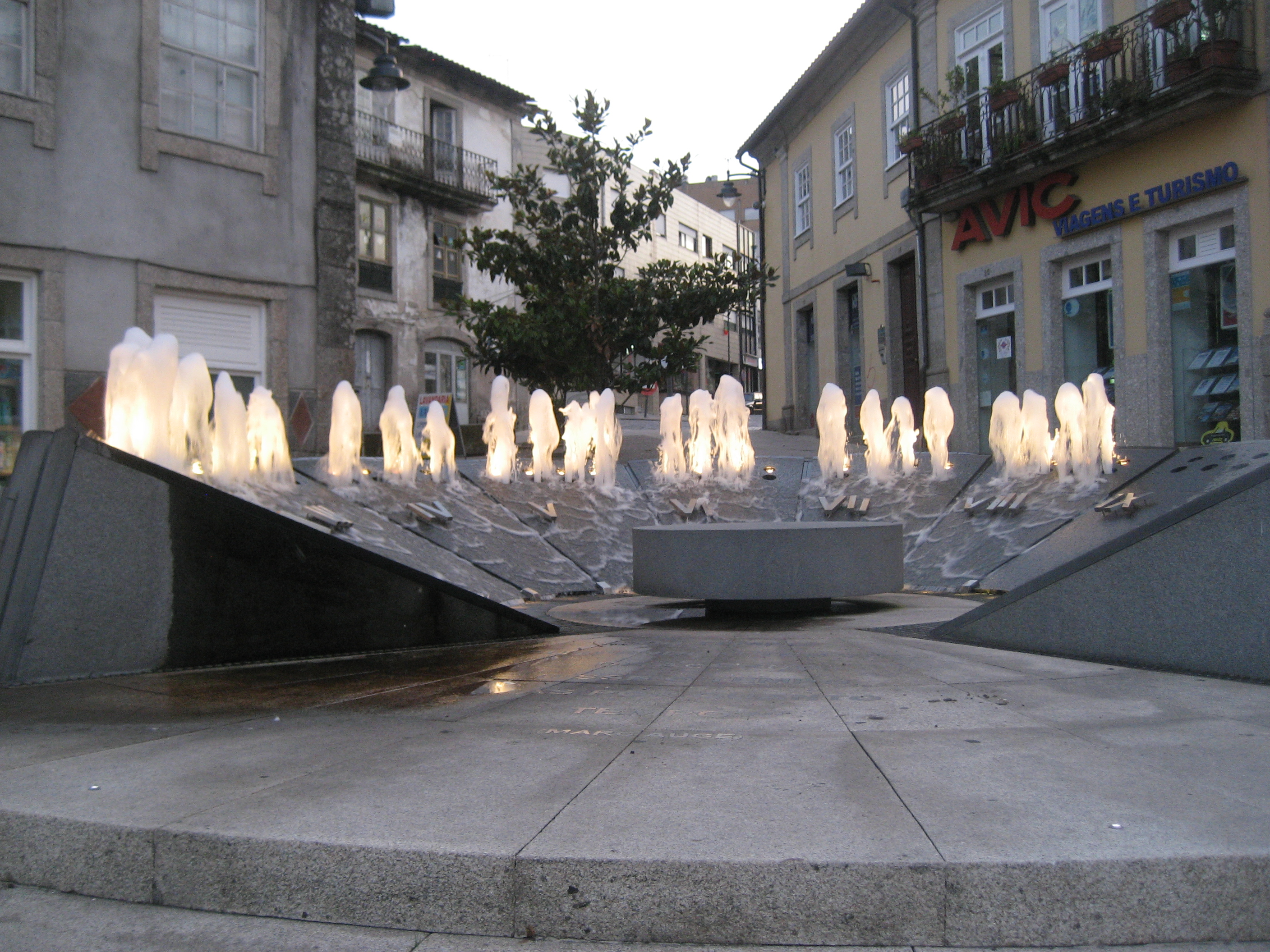
Horloge-fontaine
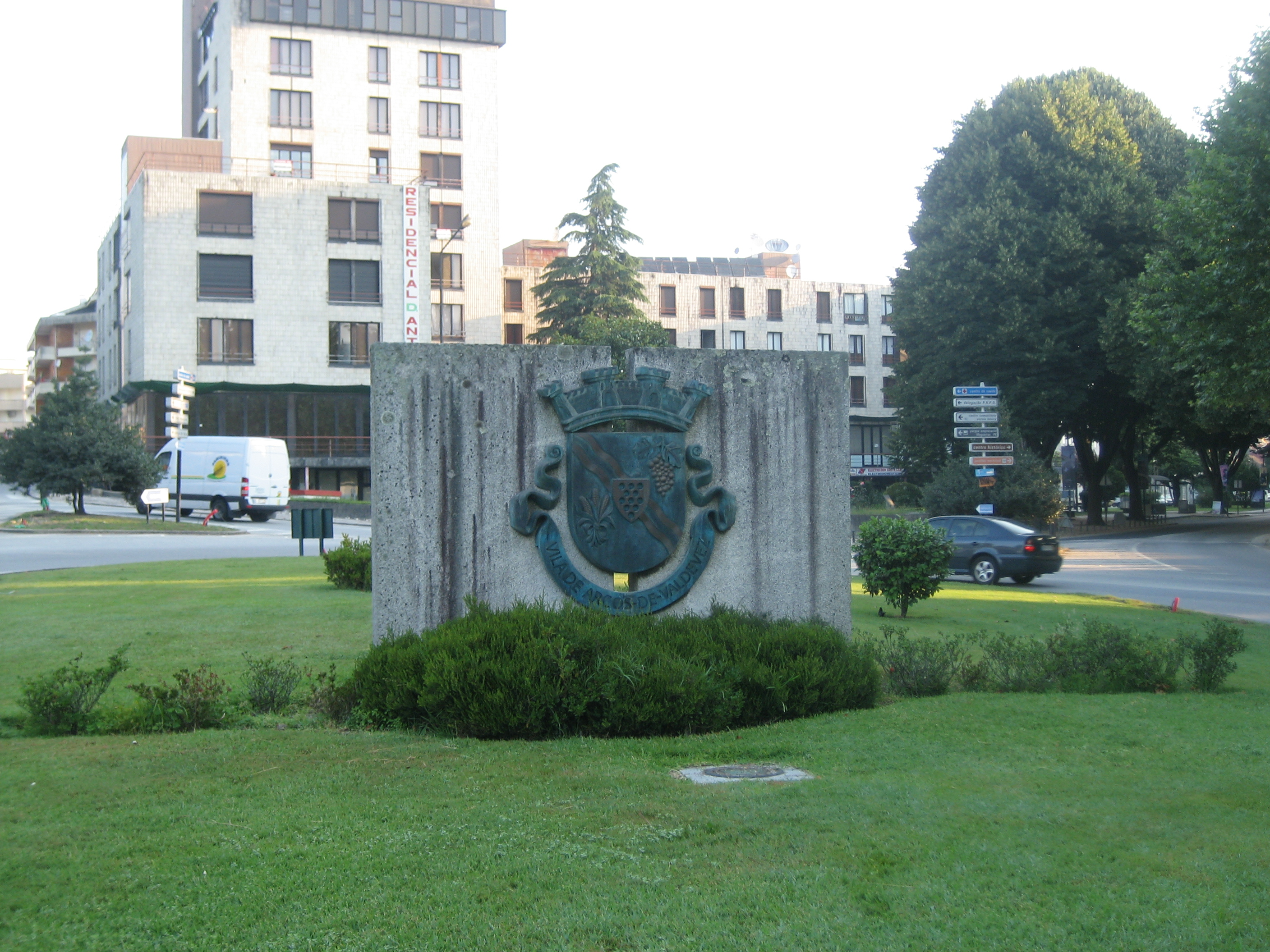
Armes d'Arcos de Valdevez à l'entrée de la ville
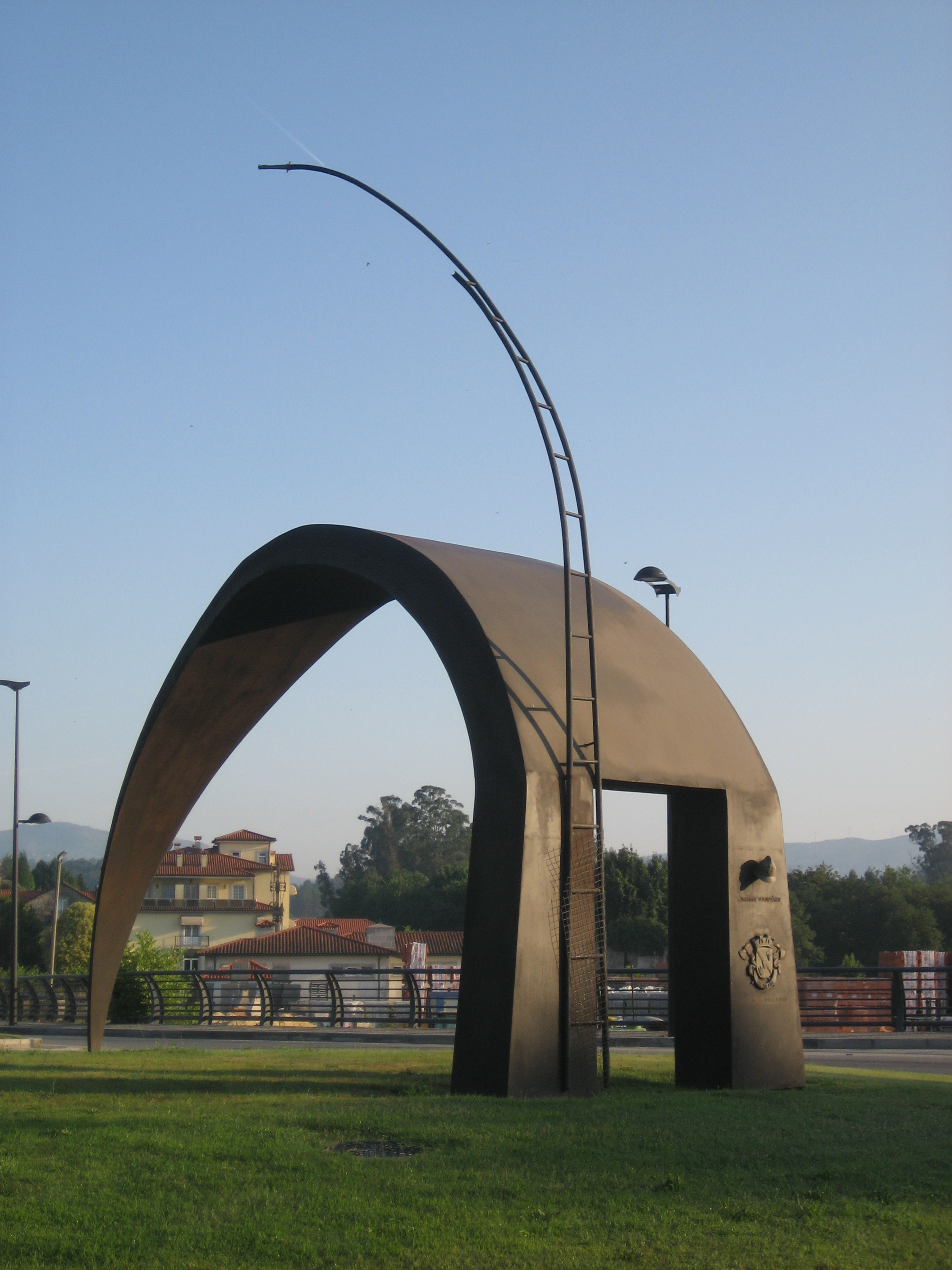
Momunment en hommage aux pompiers

## Personnalités
- Teodomiro Leite de Vasconcelos, écrivain
- Pedro Tiba, footballeur
- Adrien Silva, footballeur
- Tomás Esteves, footballeur
- Mike Da Gaita, chanteur
- Francisco Teixeira de Queirós (pt), écrivain
- Padre Himalaia, inventeur de la poudre sans fumée